# Dürre in Kalifornien 2011–2017

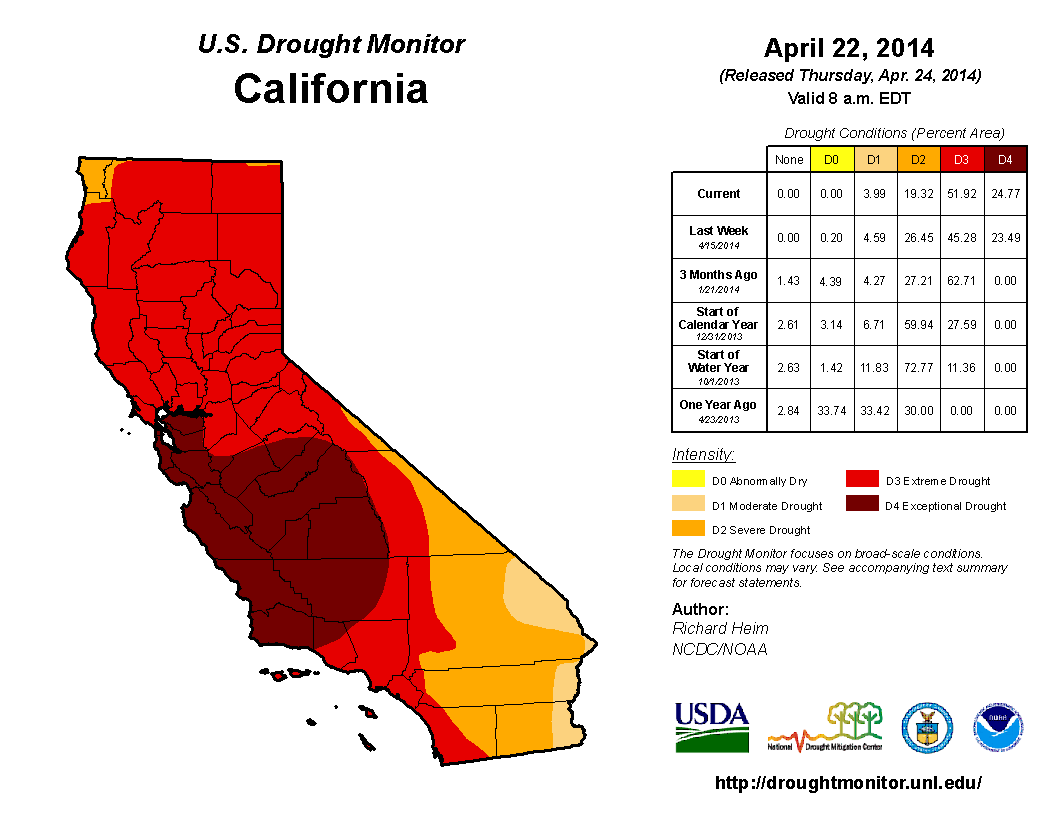
April 2014: außergewöhnliche Dürre (dunkelrot) in 24 % des Staatsgebietes

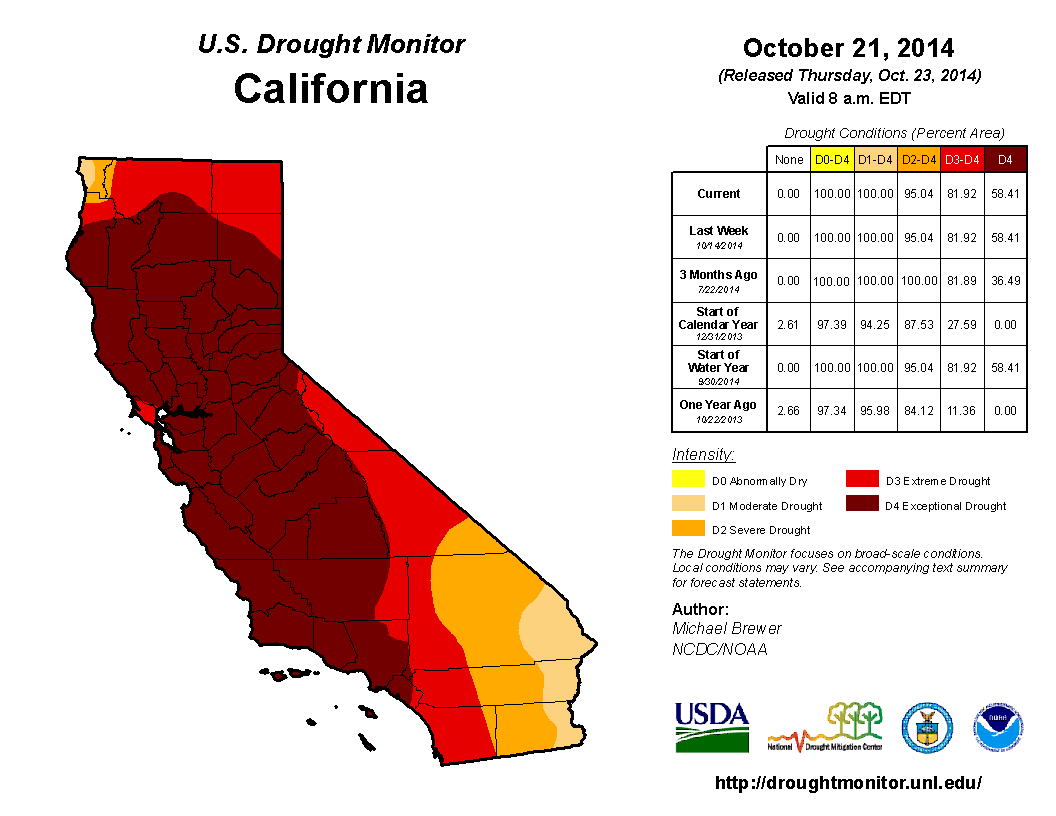
Oktober 2014: außergewöhnliche Dürre (dunkelrot) in 58 % des Staatsgebietes

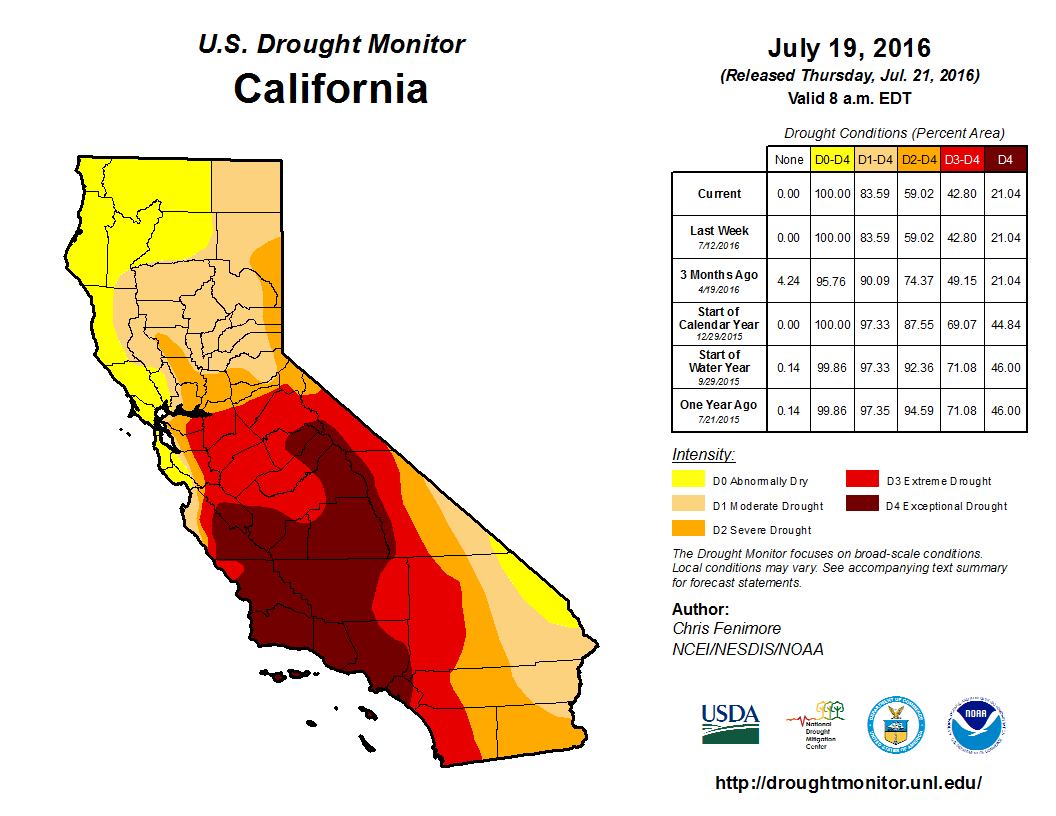
Juli 2016: außergewöhnliche Dürre nur noch in Südkalifornien

Von Ende 2011 bis Anfang 2017 herrschte im US-amerikanischen Bundesstaat Kalifornien eine ungewöhnlich starke und lange Dürrephase. In den Vereinigten Staaten wird die Dürre schlicht California Drought genannt.
Die Dürre ist Teil einer längeren Dürrephase im Südwesten der USA, die im Jahr 2000 begann bis zum Jahr 2021 mit großer Wahrscheinlichkeit die trockenste 22-Jahres-Periode dort seit dem Jahr 800 war. Verstärkt wurde diese durch die menschengemachte globale Erwärmung.

## Verlauf
Nach Angaben des „United States Drought Monitor“ zeigte sich ab Juni 2011 nach der letzten dürrefreien Periode in Kalifornien zunächst eine „ungewöhnliche Trockenheit“ (D0). Seit Dezember 2011 herrscht durchgehend eine mindestens mittelschwere Dürre (D1), ab Februar 2012 begann sich eine „schwere Dürre“ (D2) auszuweiten. Seit April 2013 ist nahezu das gesamte Land von Dürre unterschiedlicher Schweregrade betroffen, zwischen April 2013 und 2016 waren es 100 % des Landes. Seit August 2013 herrscht in Teilen des Landes „extreme Dürre“ (D3), seit Januar 2014 auch „außergewöhnliche Dürre“ (D4, höchste Skalenausprägung). Im Februar 2014 betraf die „außergewöhnliche Dürre“ ca. 25 Prozent des kalifornischen Staatsgebietes, von Juli bis Oktober 2014 58 Prozent.
Das Kalenderjahr 2013 war in Kalifornien das trockenste Jahr seit Beginn der Aufzeichnungen im Jahr 1895. Auch von Januar bis Oktober 2014 waren, mit Ausnahme der Monate Februar und März, die Niederschläge unterdurchschnittlich gering. Gleichzeitig war die Periode von Januar bis Oktober 2014 die wärmste seit Beginn der Aufzeichnungen (in Kalifornien wie auch global), das Jahr 2013 war das fünftwärmste Jahr in Kalifornien (weltweit das viertwärmste).
Im Vergleich zur Dürre im Jahr 1977 waren die Niederschlagsmengen im Winterhalbjahr (November bis April) 2013/2014 zwar größer, die Temperaturen jedoch deutlich höher (im Mittel um 1,8 °C). Hinzu kamen verschiedene Tages-Temperaturmaxima, unter anderem eine ungewöhnliche Hitzewelle im Januar 2014.
Im Winter 2014/2015 setzte sich die Dürre fort. Der Januar 2015 war der trockenste seit Beginn der Aufzeichnungen. Die Winterregensaison 2015/16 brachte normale Niederschläge. Insgesamt fiel aber im hydrologischen Jahr bis Oktober 2016 weniger Niederschlag und die Schneebedeckung war etwas geringer als normal. Das Jahr war damit insgesamt ebenfalls von Dürre geprägt.
Nachdem im Winter 2016/17 die größten Niederschlagsmengen seit Beginn der Aufzeichnung gefallen sind, gab es im Januar 2017 erstmals seit Jahren kein Gebiet mit außergewöhnlicher Dürre mehr. Anfang April 2017 gab Gouverneur Jerry Brown das Ende der Dürreperiode bekannt, warnte jedoch gleichzeitig vor der Gefahr einer neuen Trockenperiode.

## Ausprägung
Die Dürrephase wurde verschiedentlich mit der bisher ausgeprägtesten Dürreperiode von 1934 verglichen, die damals verheerende Staubstürme zur Folge hatte (Dust Bowl).
Eine Baumringanalyse ergab, dass die letzte vergleichbare Dürre in Kalifornien vor etwa 1200 Jahren aufgetreten ist. Den untersuchenden Wissenschaftlern habe sich gezeigt, dass zwar Perioden mit vergleichbar niedrigen Niederschlagsmengen auch in den letzten Jahrhunderten aufgetreten sind, jedoch ist die Kombination von geringen Niederschlägen und lang anhaltender überdurchschnittlicher Temperatur zusammengenommen verantwortlich für den 1200-jährigen Rekord.

### Sierra Nevada

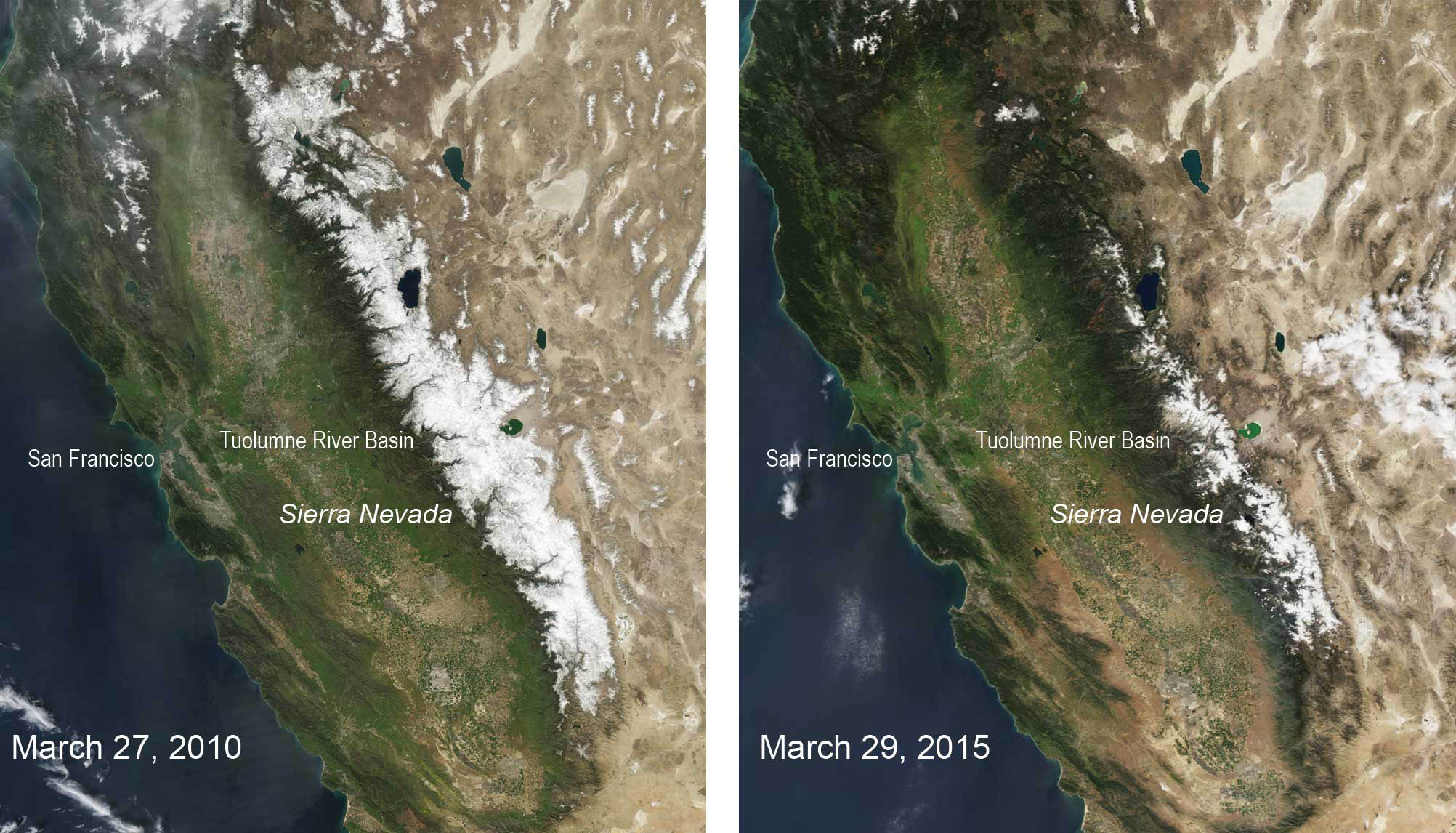
Schneebedeckung der Sierra Nevada am 27. März 2010 und 29. März 2015

Der im Winter in der Sierra Nevada gefallene Schnee stellt einen wichtigen Wasserspeicher für die trockenen Sommermonate dar. Etwa 30 % der jährlich in Kalifornien anfallenden Wassermenge stammen aus dieser Quelle. Hohe Temperaturen und niedrigere Niederschlagsmengen während der Dürre führten zu einer niedrigen Schneebedeckung. Die Schneebedeckung im Frühjahr 2014 war die geringste seit 1977 und zählt zu den drei geringsten seit Beginn der Aufzeichnungen. Eine Analyse der Schneebedeckung der Sierra Nevada über die letzten 500 Jahre ergab, dass die des Jahres 2015 die geringste seit 1500 war.

## Ursachen
In der Geschichte Kaliforniens kam es immer wieder zu anhaltender Dürre. Seit dem 20. Jahrhundert nehmen Dauer und Intensität der Dürreperioden zu.
Mehrere atmosphärische Zirkulationsmuster, die Niederschlag und Temperaturen in Kalifornien beeinflussen, haben sich signifikant geändert. Ein besonders wichtiger Mechanismus ist ein ungewöhnlicher Hochdruckrücken über dem amerikanischen Westen, der verhindert, dass Tiefdruckgebiete (mit Niederschlägen) das Festland erreichen. Analysen dieses Hochdruckrückens im Winter 2013/2014 ergaben, dass dieser im Spätsommer durch den Einfluss kontinuierlicher Rossby-Wellen-Energie im westlichen Nordpazifik entstand, der sich im Winter verstärkte. Der Hochdruckrücken verursachte einen Anstieg von Wellenenergie in Windrichtung, was die Tiefdruckrinne über dem Nordosten der USA weiter verstärkte, einen Dipol ergebend. Statt wie sonst üblich auf die El Niño-Southern Oscillation (ENSO) und die Pazifischen Dekaden-Oszillation (PDO) zu reagieren (ENSO war in einem nahezu neutralen Zustand, und die PDO war nicht stark ausgeprägt), korrelierten der Dipol und das assoziierte Zirkulationsmuster mit einem ENSO-Vorläufer (dem „Western North Pacific Pattern“). Dieser Zusammenhang wurde seit den 1970er Jahren zunehmend ausgeprägter, was Klimamodellen zufolge mit dem erhöhten Anteil an Treibhausgasen in der Atmosphäre assoziiert ist. Dies deutet darauf hin, dass der untersuchte Hochdruckrücken im Winter 2013/2014 und die damit zusammenhängende Dürre eine mögliche Folge der anthropogenen globalen Erwärmung darstellen. Auch die Arbeitsgruppe um Noah Diffenbaugh von der Stanford University kam zu einem ähnlichen Ergebnis.
Dürre tritt in Kalifornien besonders häufig in niederschlagsarmen Perioden auf, die zugleich außergewöhnlich warm sind. Das Klima im Südwesten der USA seit 1950 ist wärmer als jeder vergleichbare Zeitraum seit 600 Jahren. Durch zunehmende Wärmeperioden
- steigt die Verdunstung,
- fällt mehr Niederschlag in Form von Regen statt Schnee,
- schmilzt der Schnee früher und schneller,
- nimmt insgesamt der in den Bergen Kaliforniens in Form von Schnee gespeicherte Wasservorrat ab,
- steigt die Nachfrage nach Wasser in der Landwirtschaft.

Die Wahrscheinlichkeit, dass in Kalifornien trockene und besonders warme Bedingungen gleichzeitig auftreten, hat sich in den letzten Jahren deutlich erhöht und wird durch den Klimawandel weiter steigen – Modellrechnungen zufolge wird in einigen Jahrzehnten jedes trockene Jahr besonders warm sein, bei einer Erderwärmung um 4 °C und gleich bleibenden Niederschlägen werden sehr wahrscheinlich weite Teile des Landes von mehr als 35 Jahre anhaltenden Megadürren betroffen sein, bei einer Erderwärmung um 6 °C ist dies für fast das ganze Land so gut wie sicher. Eine erste Quantifizierung aus dem Jahr 2015 schätzt den Beitrag der aufgrund der globalen Erwärmung gestiegenen Temperaturen zu der Dürre von 2012 bis 2014 auf 8 % bis 27 %.

## Bedeutung

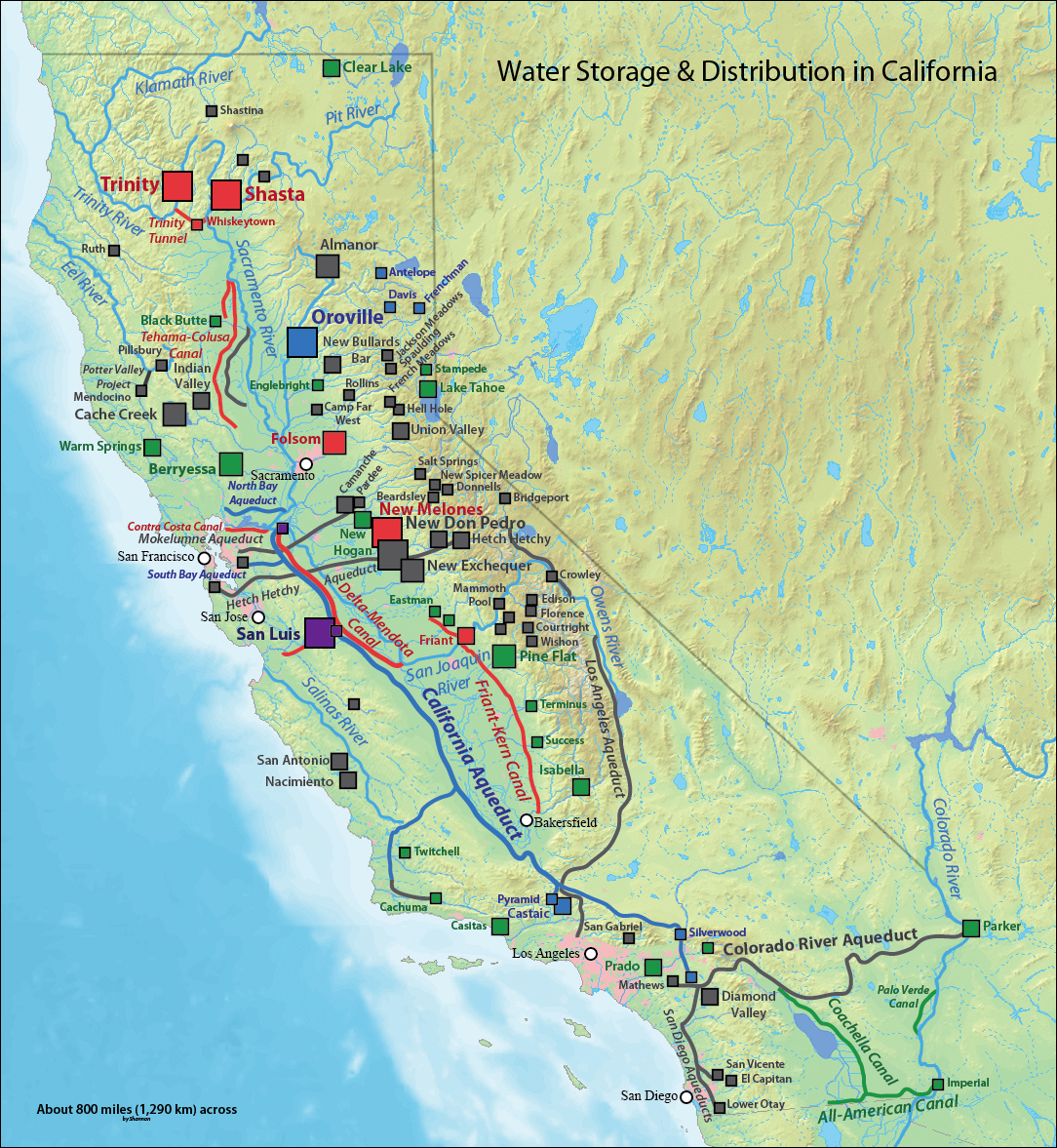
Karte der Wasserspeicher- und Wasserversorgungssysteme in Kalifornien

Großer Stellenwert kommt der Wasserversorgung in Kalifornien zu. Die Wirtschaftskraft (Platz 1 in den Vereinigten Staaten) und die intensive Landwirtschaft sind davon abhängig. Zudem gab es in 25 Jahren einen Bevölkerungsanstieg um 10 Millionen auf 38 Millionen. Der Wasserverbrauch stellte in Kalifornien stets ein Problem dar, wenn winterliche Niederschläge geringer waren als der Erwartungswert und die Wasserentnahme unter der natürlichen Befüllung sich nicht ausglich. Zudem ist der Wasserverbrauch in Kalifornien selbst in normalen Niederschlagsjahren größer als es der natürlichen Zulieferung entspricht. So sank der Grundwasserspiegel im Central Valley einer Studie zufolge während des Zeitraums Oktober 2003 bis März 2010 um ca. 20 mm/Jahr ab.

## Folgen
Satellitenmessungen der Scripps Institution of Oceanography im Rahmen des Gravity Recovery and Climate Experiment ergaben, dass es durch Austrocknung der Landfläche zu einem Masseverlust der amerikanischen Kontinentalplatte und der Anhebung des Westens der USA um bis zu 15 Millimetern kam. Der anhand dieser Daten geschätzte Wassermangel betrug im März 2014 240 Milliarden Tonnen (im Vergleich zum langjährigen Mittelwert). Dies entspricht einer Bedeckung der Region mit einer 10 cm hohen Wasserschicht oder dem jährlichen Masseverlust des grönländischen Eisschilds. Satellitenmessungen seit dem Jahr 2002 zeigen, dass die Wasserreserven in Kalifornien schon seit mindestens diesem Zeitpunkt zurückgehen. Der Grundwasserspiegel sinkt bereits seit Anfang des 20. Jahrhunderts. Der Wasserverlust wird zu etwa zwei Dritteln auf das zusätzliche Anlegen landwirtschaftlicher Brunnen infolge von Dürre zurückgeführt.
Der Stand der kalifornischen Wasserspeicher war im November 2014 mit 55 Prozent der durchschnittlichen Füllmenge der niedrigste seit dem Jahr 1977.
Nach Analysen der NASA lag im Jahr 2014 die Füllmenge in den Wasserspeichern der zwei längsten kalifornischen Flüsse Sacramento und San Joaquin etwa 42 Kubikkilometer unter dem jahreszeitlichen Durchschnitt. Berechnungen zufolge entsprechen die Füllmengen der Wasserspeicher noch dem Wasserbedarf von einem Jahr.
Der Wassermangel hat insbesondere Auswirkungen auf die Landwirtschaft. Ein Bericht der University of California in Davis ergab für 2014 einen bisher nicht übertroffenen Rückgang der Wasserverfügbarkeit für die Landwirtschaft. Die wirtschaftlichen Kosten der Dürre für Kalifornien wurden auf 2,2 Milliarden US-Dollar beziffert. Fünf Prozent der Landfläche konnten nicht mehr bewirtschaftet werden. Am stärksten betroffen sei das Central Valley mit einem Ernteausfall von 810 Millionen US-Dollar (2,3 Prozent), Einbußen in der Fleisch- und Milchwirtschaft von 203 Millionen US-Dollar und zusätzlichen Kosten von 453 Millionen US-Dollar für die Bewässerung.
Der Bericht der University of California für das Jahr 2015 kam zu dem Ergebnis, dass die Schäden, den die Dürre in diesem Jahr verursachte, gegenüber dem Jahr 2014 deutlich höher ausfielen. Die geschätzten wirtschaftlichen Gesamtkosten für 2015 stiegen um ca. 25 % auf 2,74 Milliarden US-Dollar. Arbeitsplatzverluste bei Saisonarbeitskräften und die Fläche unbewirtschafteten Landes stiegen gegenüber 2014 um weitere ca. 30 %. Dennoch sei die Landwirtschaft – besonders dort, wo es Grundwasserreserven gab – überraschend widerstandsfähig gewesen. Gemessen an der wirtschaftlichen Gesamtleistung Kaliforniens handelt es sich immer noch um einen relativ geringen Schaden. Der niederschlagsreichere Winter und Frühling 2016 ließen die Gesamtkosten der Dürre für das Jahr 2016 auf ca. 600 Millionen US-Dollar sinken.

## Politische Maßnahmen

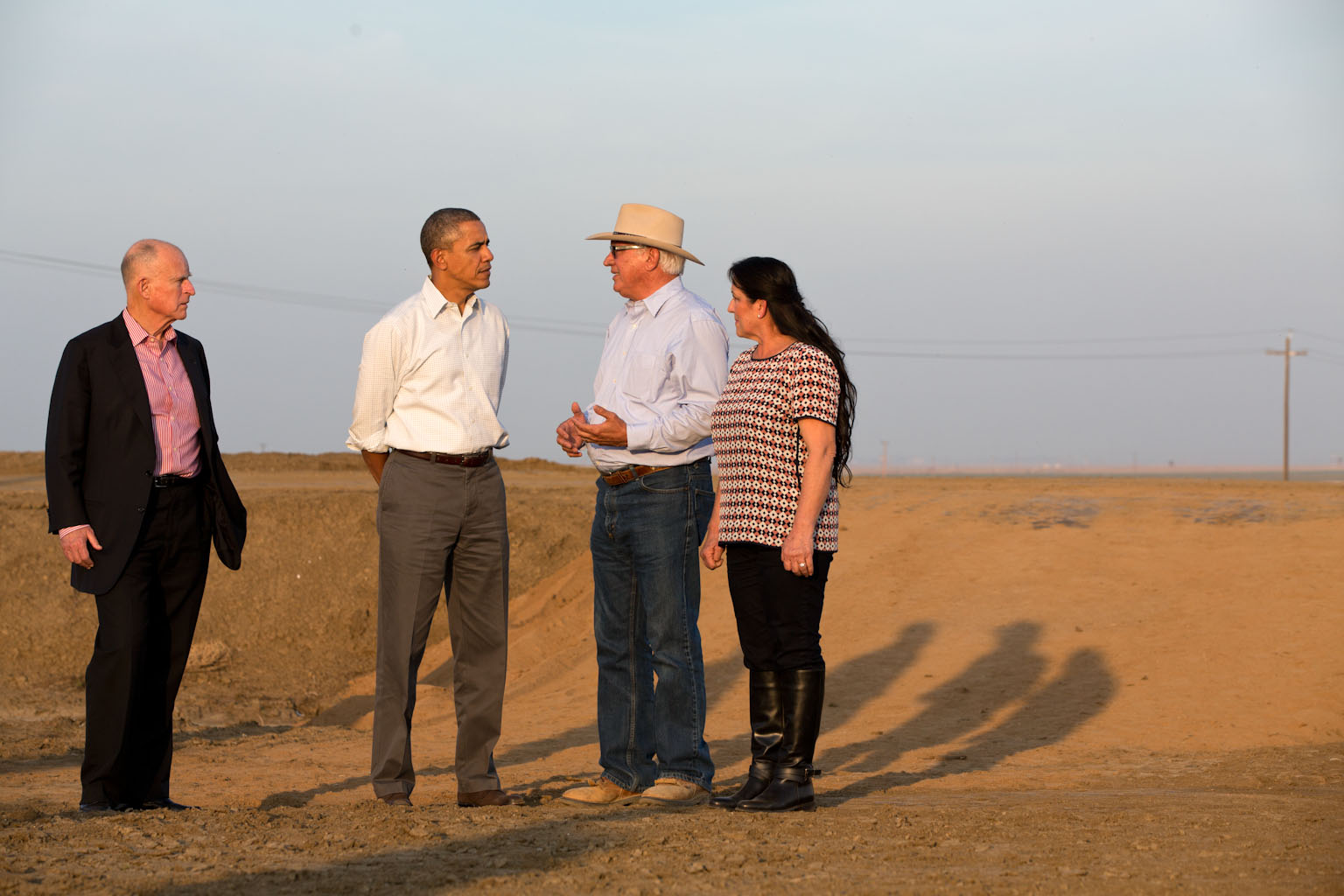
Barack Obama spricht in Begleitung von Jerry Brown mit Bauern im Fresno County

Am 17. Januar 2014 rief der Gouverneur von Kalifornien den Dürrenotstand aus und forderte die Bevölkerung auf, Wasser zu sparen. Viele Bauern mussten ihren Viehbestand reduzieren oder konnten ihre Felder nicht ausreichend bewässern. Präsident Obama besuchte zusammen mit Gouverneur Jerry Brown und Landwirtschaftsminister Tom Vilsack Kalifornien. Dabei versprach Obama Hilfsmittel in Höhe von 183 Millionen Dollar, um den Bauern ihre Existenz zu sichern. Zudem gab es verschiedene politische Initiativen, um dem Central Valley mehr Wasser zur Verfügung zu stellen. Die New York Times sah in dieser Maßnahme allerdings auch einen politischen Faktor im Bezug auf die zwischen Demokraten und Republikanern umkämpfte Wahlregion.
Angesichts der auch in der Wintersaison 2014/15 anhaltenden Dürre ordnete der Gouverneur von Kalifornien Anfang April 2015 verschiedene Maßnahmen an, um den Wasserverbrauch um 25 Prozent zu reduzieren.
Aufgrund der anhaltenden Wasserknappheit wurden am 12. Juni 2015 drastische Einschränkungen der Wassernutzung für die kalifornische Landwirtschaft bekanntgegeben. Dabei wurde Landwirten mit alten Wasserrechten verboten, wie bisher unbegrenzt Wasser aus Flüssen zu entnehmen. Die betroffenen Landwirte entnahmen bisher doppelt so viel Wasser wie die Stadt Los Angeles nutzt. Tausende von Landwirten bzw. Farmern waren davon betroffen und einigen drohte der wirtschaftliche Ruin. Die Maßnahmen riefen scharfe Kritik von Landwirtschaftsorganisationen hervor, die die Verordnungen „hyperregulatorisch“ nannten und rechtliche Schritte dagegen ankündigten.

## Prognosen
Die Arbeitsgruppe um Benjamin I. Cook vom NASA Goddard Institute for Space Studies prognostizierte anhand von Klimamodellen, basierend auf Baumringanalysen, dass es im US-amerikanischen Südwesten und den Central Great Plains infolge der globalen Erwärmung zu signifikant trockenerem Klima in der zweiten Hälfte des 21. Jahrhunderts kommen wird. Diesen Vorhersagen zufolge wird das Dürrerisiko im 21. Jahrhundert die Dürreperioden des 20. Jahrhunderts und sogar die trockensten Jahrzehnte während der Mittelalterlichen Warmzeit übertreffen.